# Bănița
Bănița è un comune della Romania di 1 304 abitanti, ubicato nel distretto di Hunedoara, nella regione storica della Transilvania.
Il comune è formato dall'unione di tre villaggi: Bănița, Crivadia, Merișor.